# Suicide Dolls
Suicide Dolls és una pel·lícula vinent de Salsera Productions estrenada als Estats Units el 2010.

## Argument
La pel·lícula conta la història de com dos xiques solitàries planegen suïcidar-se i decideixen fer la crònica de les seves últimes 24 hores. Desesperades perquè algú se percate d'elles, Ambre i Jade d'últim any de preparatòria sempre han volgut fer alguna cosa realment assassina amb les seves vides. Com viuen el seu últim dia, les noies s'enfronten als dimonis del passat i revelen secrets que els portaran pel camí de l'autodestrucció. Des de les drogues, a l'abús, o la mort, que han viscut en un món deformat que els ha llançat per una espiral descendent. A mesura que el seu temps límit de mitjanit arriba, Ambre i Jade han de fer la decisió més gran de totes.

## Repartiment i equip
Escrita per Charissa Gracyk i Gillian Perdeau. Dirigida per Keith Shaw. Protagonitzada per LaQuita Cleare i Christy Carlson Romano, també conté actuacions de Heather Tom, Steven Bauer i Joanna Stancil.